# Famille Gozzi
 (juillet 2024).
La famille Gozzi est une famille patricienne de Venise, originaire de Bergame. Elle est agrégée à la noblesse vénitienne en 1646. 

## Armes

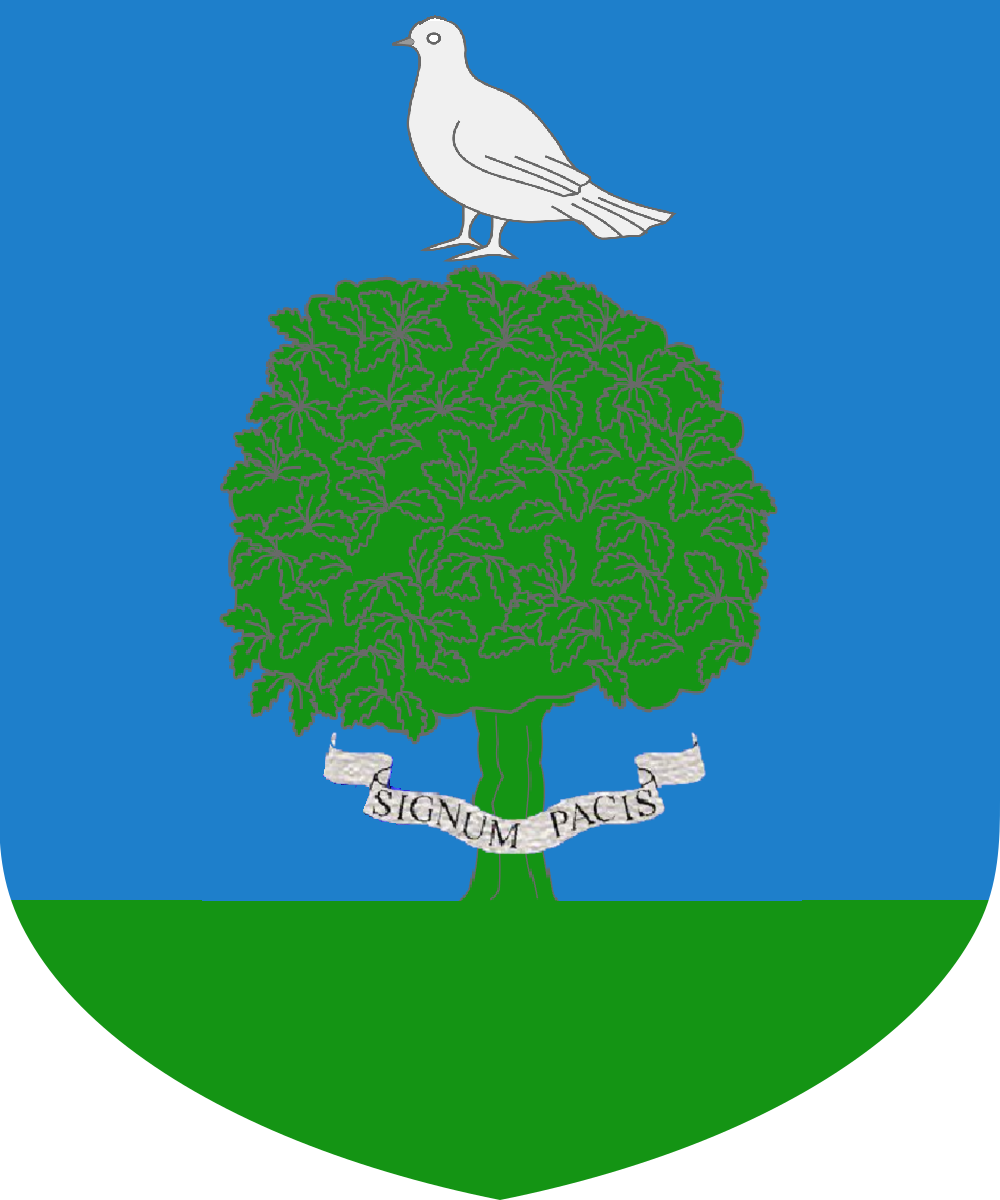
Armes des Gozzi.

Les armes des Gozzi se composent d'azur à un chêne de sinople planté sur un terrain de même. L'arbre surmonté d'une colombe d'argent, le tronc de l'arbre traversé en face d'un billet avec les mots SIGNUM PACIS.

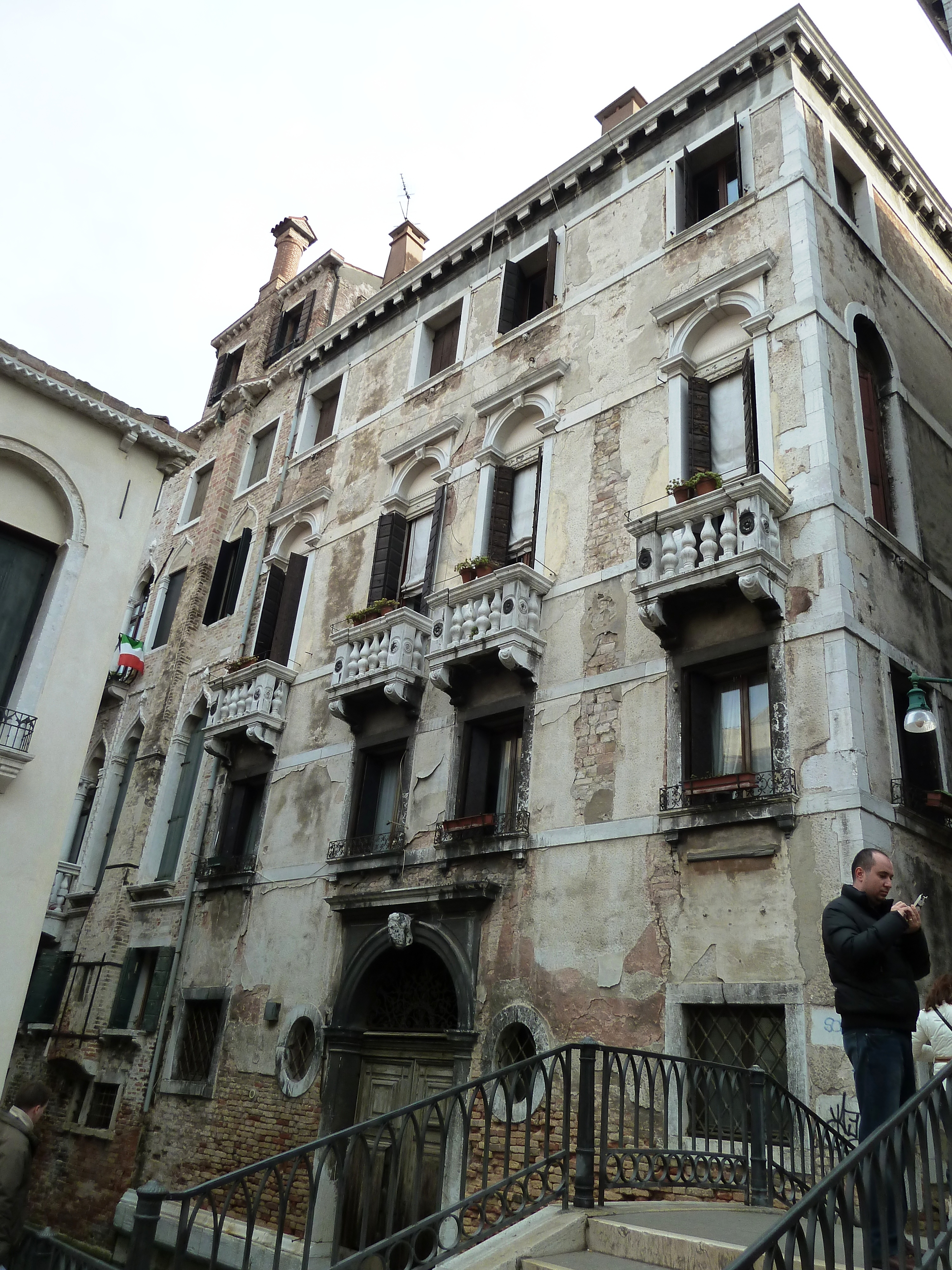
Palais Gozzi à Santa Croce.

## Personnalités
- Carlo Gozzi (1720-1806), écrivain et dramaturge italien.
- Chantale Gozzi (née en 1952), actrice française.
- Patricia Gozzi (née en 1950), actrice française.
- Gasparo Gozzi (1713-1786), écrivain et dramaturge italien.

## Demeure
- Palais Gozzi.